# بوب تافت
بوب تافت (بالإنجليزية: Bob Taft) (و. 1942 – م) هو محام، وسياسي من الولايات المتحدة الأمريكية ولد في بوسطن.
وهو عضو في الحزب الجمهوري .

## التعليم
تعلم في جامعة ييل، وجامعة برنستون.